# Pseudoclausia turkestanica
Pseudoclausia turkestanica là một loài thực vật có hoa trong họ Cải. Loài này được A.N. Vassiljeva miêu tả khoa học đầu tiên năm 1961.